# Bourse d'Augsbourg

Bourse d'Augsbourg (bâtiment n° 214) sur une carte historique du terrain (premier enregistrement bavarois, entre 1828 et 1864).

La bourse d'Augsbourg a été fondée en 1540, sous l'impulsion des activités commerciales des Fuggers. Avec la Bourse de Nuremberg, elle a été la première institution de ce type en Allemagne. Avec la fusion des Bourses de Munich et d'Augsbourg, forcée par les national-socialistes le 1er janvier 1935, pour former la Bourse bavaroise dont le siège est à Munich, la Bourse d'Augsbourg a été fermée.
Depuis 1830, la Bourse d'Augsbourg était située dans un bâtiment représentatif directement en face de l'Hôtel de Ville d'Augsbourg, sur la Ludwigsplatz ou au début de la Maximilianstraße, où se trouve l'actuelle place de l'Hôtel de Ville. Après la fin de l'opération boursière, le Reichsrundfunk, entre autres, a utilisé le bâtiment et y a ouvert une station de diffusion avec deux studios le 10 septembre 1937.
Lors du raid aérien sur Augsbourg en février 1944, le bâtiment de la bourse a subi des dommages considérables. Les ruines avaient déjà été enlevées jusqu'au rez-de-chaussée en 1949, et les vestiges du bâtiment ont été enlevés au début des années 1960. Après l'échec des plans de la Stadtsparkasse Augsburg de construire un nouveau siège sur l'ancien site de la bourse au milieu des années 60, le site est devenu une partie de la nouvelle place de l'hôtel de ville, qui permet depuis lors de voir toute la façade ouest de l'hôtel de ville d'Augsburg, qui était auparavant obstruée par le bâtiment de la bourse. La "Kanzleigäßchen", l'ancienne route reliant la Maximilianstrasse à la Philippine-Welser-Strasse, qui reliait la bourse au bâtiment de l'administration municipale, fait également partie de la Rathausplatz depuis la démolition du bâtiment de la bourse.